# Jan Ignacy Korytkowski
Jan Ignacy Korytkowski (ur. 31 grudnia 1824 w Gnieźnie, zm. 14 maja 1888 tamże) – polski duchowny katolicki, historyk, archiwista, bibliotekarz, biskup-nominat pomocniczy gnieźnieński.

## Życiorys
10 sierpnia 1851 otrzymał święcenia kapłańskie. W ciągu kariery duchownej pełnił szereg funkcji kościelnych, m.in. prodziekana i dziekana (1869) dekanatu kępińskiego - gdzie od kwietnia 1885  do 4 kwietnia 1872 był proboszczem parafii w Trzcinicy. W grudniu 1869 otrzymał nominację arcybiskupa Ledóchowskiego na kanonika kapituły metropolitalnej gnieźnieńskiej. Krótko przed śmiercią został mianowany biskupem tytularnym hermopolitańskim, z obowiązkami biskupa pomocniczego archidiecezji gnieźnieńskiej. Zmarł przed otrzymaniem sakry biskupiej.
Zasłużył się przede wszystkim jako historyk. Opracował dzieła, podstawowe dla historii polskiej hierarchii kościelnej: 
- Prałaci i kanonicy katedry metropolitalnej gnieźnieńskiej od roku 1000 aż do dni naszych (1883)
- Arcybiskupi gnieźnieńscy, prymasowie i metropolici polscy od r. 1000 aż do r. 1821 (1887–1892, wydane częściowo pośmiertnie)
- Katalog arcybiskupów gnieźnieńskich (1881)

W uznaniu zasług dla historii Kościoła został członkiem korespondentem Akademii Umiejętności w Krakowie oraz honorowym doktorem teologii na Wydziale Teologicznym UJ (1887).